# Георгіївська волость (Слов'яносербський повіт)
Георгіївська волость — адміністративно-територіальна одиниця Слов'яносербського повіту Катеринославської губернії.
Станом на 1886 рік складалася з 5 поселень, 5 сільських громад. Населення — 2290 осіб (1157 чоловічої статі та 1123 — жіночої), 418 дворових господарства.
|                     | Площа, десятин | У тому числі орної, десятин |
| ------------------- | -------------- | --------------------------- |
| Сільських громад    | 1932           | 1640                        |
| Приватної власності | 8232           | 5465                        |
| Іншої власності     | 120            | 100                         |
| Загалом             | 10284          | 7205                        |

Найбільше поселення волості:
- Георгіївка (Коноплянка) — власницьке містечко при річці Вільховій за 40 верст від повітового міста, 838 осіб, 170 дворів, православна церква, молитовний будинок. За 1½ версти — постоялий двір. За 8 верст — постоялий двір.
- Богородицьке (Мурова) — власницьке село при річці Вільховій, 683 особи, 137 дворів, винокуренний завод.